# Championnat des Îles Féroé féminin de handball
Le Championnat des Îles Féroé féminin de handball, ou 1. deild kvinnur, est le plus haut niveau des clubs féminins de handball aux îles Féroé.

## Bilan par club
Le bilan par club est :
| Rang | Club                | Titres | Saisons |
| ---- | ------------------- | ------ | --- |
| 1    | HF Neistin Tórshavn | 41     | 1943, 1946, 1948, 1952, 1953, 1954, 1955, 1956, 1957, 1959, 1966, 1967, 1969, 1970, 1971, 1972, 1973, 1974, 1976, 1978, 1979, 1980, 1982, 1983, 1984, 1985, 1986, 1987, 1988, 1989, 1990, 1992, 1994, 1995, 1996, 1997, 2011, 2012, 2013, 2015, 2016 |
| 2    | Stjørnan            | 9      | 1945, 1958, 1977, 2000, 2004, 2006, 2007, 2008, 2010 |
| -    | Kyndil Tórshavn     | 9      | 1964, 1975, 1981, 1998, 1999, 2014, 2017, 2019, 2024 |
| 4    | Vestmanna IF        | 6      | 1951, 1963, 1968, 2001, 2002, 2018 |
| 5    | Søljan              | 4      | 1960, 1961, 1962, 1965 |
| 6    | VB Vágur            | 3      | 1950, 2003, 2005 |
| -    | H71 Tórshavn        | 3      | 2022, 2023, 2025 |
| 8    | Skála               | 2      | 1991, 1993 |
| -    | Vípan               | 2      | 1944, 1949 |
| 10   | EB                  | 1      | 1947 |
| -    | Tjaldur             | 1      | 2009 |
| -    | Stranda ÍF          | 1      | 2021 |

## Palmarès détaillé
Le palmarès saison par saison est :
- 1943 HF Neistin Tórshavn
- 1944 Vípan
- 1945 Stjørnan
- 1946 HF Neistin Tórshavn
- 1947 EB
- 1948 HF Neistin Tórshavn
- 1949 Vípan
- 1950 VB Vágur
- 1951 Vestmanna IF
- 1952 HF Neistin Tórshavn
- 1953 HF Neistin Tórshavn
- 1954 HF Neistin Tórshavn
- 1955 HF Neistin Tórshavn
- 1956 HF Neistin Tórshavn
- 1957 HF Neistin Tórshavn
- 1958 Stjørnan
- 1959 HF Neistin Tórshavn
- 1960 Søljan
- 1961 Søljan
- 1962 Søljan
- 1963 Vestmanna IF
- 1964 Kyndil Tórshavn
- 1965 Søljan
- 1966 HF Neistin Tórshavn
- 1967 HF Neistin Tórshavn
- 1968 Vestmanna IF
- 1969 HF Neistin Tórshavn
- 1970 HF Neistin Tórshavn
- 1971 HF Neistin Tórshavn
- 1972 HF Neistin Tórshavn
- 1973 HF Neistin Tórshavn
- 1974 HF Neistin Tórshavn
- 1975 Kyndil Tórshavn
- 1976 HF Neistin Tórshavn
- 1977 Stjørnan
- 1978 HF Neistin Tórshavn
- 1979 HF Neistin Tórshavn
- 1980 HF Neistin Tórshavn
- 1981 Kyndil Tórshavn
- 1982 HF Neistin Tórshavn
- 1983 HF Neistin Tórshavn
- 1984 HF Neistin Tórshavn
- 1985 HF Neistin Tórshavn
- 1986 HF Neistin Tórshavn
- 1987 HF Neistin Tórshavn
- 1988 HF Neistin Tórshavn
- 1989 HF Neistin Tórshavn
- 1990 HF Neistin Tórshavn
- 1991 Skála
- 1992 HF Neistin Tórshavn
- 1993 Skála
- 1994 HF Neistin Tórshavn
- 1995 HF Neistin Tórshavn
- 1996 HF Neistin Tórshavn
- 1997 HF Neistin Tórshavn
- 1998 Kyndil Tórshavn
- 1999 Kyndil Tórshavn
- 2000 Stjørnan
- 2001 Vestmanna IF
- 2002 Vestmanna IF
- 2003 VB Vágur
- 2004 Stjørnan
- 2005 VB Vágur
- 2006 Stjørnan
- 2007 Stjørnan
- 2008 Stjørnan
- 2009 Tjaldur
- 2010 Stjørnan
- 2011 HF Neistin Tórshavn
- 2012 HF Neistin Tórshavn
- 2013 HF Neistin Tórshavn
- 2014 Kyndil Tórshavn
- 2015 HF Neistin Tórshavn
- 2016 HF Neistin Tórshavn
- 2017 Kyndil Tórshavn
- 2018 Vestmanna IF
- 2019 Kyndil Tórshavn
- 2020 Eingin meistari
- 2021 Stranda ÍF
- 2022 H71 Tórshavn
- 2023 H71 Tórshavn
Finaliste : Kyndil Tórshavn
- 2024 Kyndil Tórshavn
Finaliste : Stranda ÍF
- 2025 H71 Tórshavn
Finaliste : Kyndil Tórshavn